# Адміністративний устрій Ємільчинського району
Головна стаття — Ємільчинський район
Адміністративний устрій Ємільчинського району — адміністративно-територіальний поділ Ємільчинського району Житомирської області на 1 сільську об'єднану громаду, 1 селищну об'єднану громаду, 1 селищну і 9 сільських рад, які об'єднують 119 населених пунктів та підпорядковані Ємільчинській районній раді. Адміністративний центр — смт Ємільчине.

## Список громадЄмільчинського району
| № | Назва                        | Центр         | Населені пункти | Площа км² | Місце за площею | Населення (2001), чол. | Місце за населенням |
| - | ---------------------------- | ------------- | --- | --------- | --------------- | ---------------------- | ------------------- |
| 1 | Барашівська сільська громада | с. Бараші     | с. Антонівка с. Бараші с. Бастова Рудня с. Березівка с. Бобриця с. Бобрицька Болярка с. Будо-Бобриця с. Верби с. Ганнопіль с. Гута-Бобрицька с. Євгенівка с. Єлизаветпіль с. Йосипівка с. Киселівка с. Киянка с. Крем'янка с. Майдан с. Неділище с. Новоолександрівка с. Новосілка с. Синявка с. Сорочень с. Усолуси с. Шевченкове |           |                 |                        |                     |
| 2 | Ємільчинська селищна громада | смт Ємільчине | с. Адамове с. Андрієвичі с. Аполлонівка с. Березники с. Брідок с. Велика Глумча с. Великий Яблунець с. Вільшанка с. Вірівка с. Володимирівка с. Ганнівка с. Горбове с. Дібрівка смт Ємільчине с. Забаро-Давидівка с. Запруда с. Заровенка с. Здоровець с. Зосимівка с. Ілляшівка с. Кам'яногірка с. Королівка с. Косяк с. Кочичине с. Красногірка с. Кривотин с. Куліші с. Лебідь с. Лука с. Льонівка с. Малий Кривотин с. Мала Глумча с. Малий Яблунець с. Малоглумчанка с. Медведеве с. Мокляки с. Нараївка с. Непізнаничі с. Нитине с. Нові Серби с. Осівка с. Паранине с. Підлуби с. Покощеве с. Просіка с. Руденька с. Садки с. Серби с. Середи с. Сергіївка с. Симони с. Ситне с. Старий Хмерин с. Старі Непізнаничі с. Старі Серби с. Степанівка с. Тайки с. Хутір-Мокляки с. Червоний Бір с. Чміль с. Яменець |           |                 |                        |                     |

## Список рад Ємільчинського району
| №  | Назва                          | Центр               | Населені пункти                                                       | Площа км² | Місце за площею | Населення (2001), чол. | Місце за населенням |
| -- | ------------------------------ | ------------------- | --------------------------------------------------------------------- | --------- | --------------- | ---------------------- | ------------------- |
| 1  | Яблунецька селищна рада        | смт Яблунець        | смт Яблунець                                                          |           |                 |                        |                     |
| 2  | Варварівська сільська рада     | с. Варварівка       | с. Варварівка с. Вересівка с. Катеринівка с. Мойсіївка с. Радичі      |           |                 |                        |                     |
| 3  | Великоцвілянська сільська рада | с. Велика Цвіля     | с. Болярка с. Велика Цвіля с. Лісове с. Осова с. Рогівка              |           |                 |                        |                     |
| 4  | Зеленицька сільська рада       | с. Зелениця         | с. Вікторівка с. Гута-Зеленицька с. Дуга с. Зелениця с. Ольхівка      |           |                 |                        |                     |
| 5  | Миколаївська сільська рада     | с. Миколаївка       | с. Миколаївка с. Омелуша с. Полоничеве с. Рудня-Миколаївка с. Спаське |           |                 |                        |                     |
| 6  | Рихальська сільська рада       | с. Рихальське       | с. Маринівка с. Мар'янівка с. Рихальське с. Стара Гута                |           |                 |                        |                     |
| 7  | Руднє-Іванівська сільська рада | с. Рудня-Іванівська | с. Рудня-Іванівська                                                   |           |                 |                        |                     |
| 8  | Рясненська сільська рада       | с. Рясне            | с. Кам'янка с. Рясне с. Хотиж                                         |           |                 |                        |                     |
| 9  | Сербо-Слобідська сільська рада | с. Сербо-Слобідка   | с. Сербо-Слобідка с. Яблунівка                                        |           |                 |                        |                     |
| 10 | Сімаківська сільська рада      | с. Сімаківка        | с. Зорянка с. Михайлівка с. Сімаківка                                 |           |                 |                        |                     |

## Список рад Ємільчинського району до початку децентралізації
| №  | Назва                           | Центр               | Населені пункти                                                                                  | Площа км² | Місце за площею | Населення (2001), чол. | Місце за населенням |
| -- | ------------------------------- | ------------------- | ------------------------------------------------------------------------------------------------ | --------- | --------------- | ---------------------- | ------------------- |
| 1  | Ємільчинська селищна рада       | смт Ємільчине       | смт Ємільчине с. Горбове с. Здоровець с. Руденька                                                |           |                 |                        |                     |
| 2  | Яблунецька селищна рада         | смт Яблунець        | смт Яблунець                                                                                     |           |                 |                        |                     |
| 3  | Андрієвицька сільська рада      | с. Андрієвичі       | с. Андрієвичі                                                                                    |           |                 |                        |                     |
| 4  | Барашівська сільська рада       | с. Бараші           | с. Бараші                                                                                        |           |                 |                        |                     |
| 5  | Березівська сільська рада       | с. Березівка        | с. Березівка с. Верби с. Новосілка                                                               |           |                 |                        |                     |
| 6  | Березниківська сільська рада    | с. Березники        | с. Березники с. Адамове с. Ситне                                                                 |           |                 |                        |                     |
| 7  | Бобрицька сільська рада         | с. Бобриця          | с. Бобриця с. Йосипівка                                                                          |           |                 |                        |                     |
| 8  | Будо-Бобрицька сільська рада    | с. Будо-Бобриця     | с. Будо-Бобриця с. Антонівка с. Гута-Бобрицька с. Сорочень                                       |           |                 |                        |                     |
| 9  | Варварівська сільська рада      | с. Варварівка       | с. Варварівка с. Вересівка с. Катеринівка с. Мойсіївка с. Радичі                                 |           |                 |                        |                     |
| 10 | Великоглумчанська сільська рада | с. Велика Глумча    | с. Велика Глумча с. Лука с. Малоглумчанка                                                        |           |                 |                        |                     |
| 11 | Великоцвілянська сільська рада  | с. Велика Цвіля     | с. Велика Цвіля с. Болярка с. Дзержинськ с. Осова с. Рогівка                                     |           |                 |                        |                     |
| 12 | Великояблунецька сільська рада  | с. Великий Яблунець | с. Великий Яблунець с. Вірівка с. Малий Яблунець с. Непізнаничі с. Старі Непізнаничі             |           |                 |                        |                     |
| 13 | Ганнопільська сільська рада     | с. Ганнопіль        | с. Ганнопіль с. Бобрицька Болярка с. Євгенівка с. Єлизаветпіль с. Киселівка с. Новоолександрівка |           |                 |                        |                     |
| 14 | Зеленицька сільська рада        | с. Зелениця         | с. Зелениця с. Вікторівка с. Гута-Зеленицька с. Дуга с. Ольхівка                                 |           |                 |                        |                     |
| 15 | Киянська сільська рада          | с. Киянка           | с. Киянка с. Крем'янка                                                                           |           |                 |                        |                     |
| 16 | Кочичинська сільська рада       | с. Кочичине         | с. Кочичине с. Володимирівка с. Дібрівка с. Забаро-Давидівка                                     |           |                 |                        |                     |
| 17 | Кривотинська сільська рада      | с. Кривотин         | с. Кривотин с. Косяк с. Малий Кривотин с. Яменець                                                |           |                 |                        |                     |
| 18 | Кулішівська сільська рада       | с. Куліші           | с. Куліші с. Красногірка с. Нараївка с. Хутір-Мокляки                                            |           |                 |                        |                     |
| 19 | Малоглумчанська сільська рада   | с. Мала Глумча      | с. Мала Глумча с. Паранине                                                                       |           |                 |                        |                     |
| 20 | Медведівська сільська рада      | с. Медведеве        | с. Медведеве с. Заровенка                                                                        |           |                 |                        |                     |
| 21 | Миколаївська сільська рада      | с. Миколаївка       | с. Миколаївка с. Омелуша с. Полоничеве с. Рудня-Миколаївка с. Спаське                            |           |                 |                        |                     |
| 22 | Мокляківська сільська рада      | с. Мокляки          | с. Мокляки с. Аполлонівка с. Кам'яногірка                                                        |           |                 |                        |                     |
| 23 | Неділищенська сільська рада     | с. Неділище         | с. Неділище с. Бастова Рудня с. Шевченкове                                                       |           |                 |                        |                     |
| 24 | Осівська сільська рада          | с. Осівка           | с. Осівка с. Льонівка с. Чміль                                                                   |           |                 |                        |                     |
| 25 | Підлубівська сільська рада      | с. Підлуби          | с. Підлуби с. Нитине                                                                             |           |                 |                        |                     |
| 26 | Рихальська сільська рада        | с. Рихальське       | с. Рихальське с. Маринівка с. Мар'янівка с. Стара Гута                                           |           |                 |                        |                     |
| 27 | Руднє-Іванівська сільська рада  | с. Рудня-Іванівська | с. Рудня-Іванівська                                                                              |           |                 |                        |                     |
| 28 | Рясненська сільська рада        | с. Рясне            | с. Рясне с. Кам'янка с. Хотиж                                                                    |           |                 |                        |                     |
| 29 | Сербівська сільська рада        | с. Серби            | с. Серби с. Вільшанка с. Зосимівка с. Нові Серби с. Старі Серби                                  |           |                 |                        |                     |
| 30 | Сербо-Слобідська сільська рада  | с. Сербо-Слобідка   | с. Сербо-Слобідка с. Яблунівка                                                                   |           |                 |                        |                     |
| 31 | Сергіївська сільська рада       | с. Сергіївка        | с. Сергіївка с. Запруда                                                                          |           |                 |                        |                     |
| 32 | Середівська сільська рада       | с. Середи           | с. Середи с. Покощеве с. Садки                                                                   |           |                 |                        |                     |
| 33 | Симонівська сільська рада       | с. Симони           | с. Симони с. Брідок с. Червоний Бір                                                              |           |                 |                        |                     |
| 34 | Сімаківська сільська рада       | с. Сімаківка        | с. Сімаківка с. Зорянка с. Михайлівка                                                            |           |                 |                        |                     |
| 35 | Степанівська сільська рада      | с. Степанівка       | с. Степанівка с. Ганнівка с. Королівка с. Лебідь                                                 |           |                 |                        |                     |
| 36 | Тайківська сільська рада        | с. Тайки            | с. Тайки с. Ілляшівка с. Просіка с. Старий Хмерин                                                |           |                 |                        |                     |
| 37 | Усолусівська сільська рада      | с. Усолуси          | с. Усолуси с. Майдан с. Синявка                                                                  |           |                 |                        |                     |

* Примітки: смт — селище міського типу, с. — село

## Історія
Утворений 7 березня 1923 року в складі Коростенської округи Волинської губернії з назвою Емільчинський район. До складу увійшли Емільчинська, Королівська, Кочичинська, Кривотинська, Крилинська, Мало-Глумчанська, Медведівська, Мокляківська, М'яколовицька, Нараївська, Осівська, Підлубівська, Руднє-М'яколовицька, Середівська, Сімаківська, Спасько-Запрудська, Степанівська, Чмілівська, Янче-Рудненська сільські ради Емільчинської та Андрієвицька сільська рада Сербівської волостей Новоград-Волинського повіту.
В складі району утворені: 30 жовтня 1924 року — Забаро-Давидівська (центр — с. Забаро-Давидівка, Старо-Непізнаницька (центр — с. Старі Непізнаничі), Сергієвська (центр — с. Сергіївка), Уварівська (центр — кол. Уварівка), 8 вересня 1925 року — Анжелинська (центр — Анжеліне), 21 жовтня 1925 року — Горбівська (центр — с. Горбів), Паранинська (центр — слоб. Паранине), 25 січня 1926 року — Боголюбівська (центр — кол. Боголюбівка), Здоровецька (центр — кол. Здоровець), Косяцька (центр — кол. Косяк), Нитинська (центр — с. Нитино) сільські ради.
13 липня 1927 року Велико-Глумчанську та Забаро-Давидівську сільські ради передано до складу Городницького району. 22 лютого 1928 року зі складу Городницького району були передані Болярсько-Просецька, Варварівська, Гуто-Куківська, Зосимівська, Катеринівська, Кулішівська, Покащівська, Радицька, Слободо-Сербівська, Тайківська сільські ради.
В 1941-43 роках територія району входила до гебітскомісаріату Емільчине, з 1 квітня 1943 року — до Олевського ґебіту Генеральної округи Житомир та складалася з Близницівської, Вірівської, Ганнівської, Гартівської, Дмитрівської, Запрудянської, Крупошинської, Колоніє-Кривотинської, Лебедівської, Митрівської, Михайлівської, Могилівської, Мойсіївської, Невпізнаницької Другої, Полоничівської, Просіцької, Рихальської, Рогівської, Руднє-Підлубецької, Слободо-Новоспаської, Старо-Сербівської, Старо-Хмеринської, Товинської, Цицелівської та Яменецької сільських управ.
11 серпня 1954 року ліквідовані Боголюбівська, Здоровецька, Катеринівська, Косяцька, Красногірська, Куко-Гутянська, Непізнаницька, Нитинська, Омелуська, Паранинська, Покощівська, Радичівська, Уварівська, Хуторо-Мокляківська та Чмілівська сільські ради. 28 листопада 1957 року до складу району включено Броницько-Гутянську, Городницьку селищні та Березниківську, Великоглумчанську, Великоцвілянську, Дубницьку, Червоновольську сільські ради розформованого Городницького району, 29 листопада 1957 року — Лучицьку сільську раду ліквідованого Ярунського району. 15 вересня 1958 року Городницька селищна та Лучицька сільська ради передані до складу Новоград-Волинського району.
11 січня 1960 року ліквідовано Осівську, Руднє-Миколаївську, Королівську та Степанівську сільські ради, 23 травня 1960 року передано до Новоград-Волинського району Бронівсько-Гутянську селищну та Кленівську, Червоновольську сільські ради, 29 червня 1960 року ліквідовано Медведівську та Нараївську сільські ради. 30 грудня 1962 року до району увійшла територія розформованого Барашівського району та Кошелівська, Пулино-Гутянська, Теньківська сільські ради ліквідованого Червоноармійського району. 7 січня 1963 року Кошелівську, Пулино-Гутянську та Теньківську сільські ради передано до складу Новоград-Волинського району. 8 грудня 1966 року Зеленополянську сільську раду передано до складу відновленого Червоноармійського району, 9 грудня 1966 року Сушківську та Білківську сільські ради передано до складу Коростенського району.
28 грудня 1977 року в складі району утворено Яблунецьку селищну раду з центром у смт Яблунець.
До початку адміністративно-територіальної реформи в Україні (станом на початок 2015 року) до складу району входили 2 селищні та 35 сільських рад.
28 липня 2016 року в складі району було утворено Барашівську сільську територіальну громаду (адміністративний центр — с. Бараші), в результаті чого 23 грудня 2016 року були ліквідовані Барашівська, Березівська, Бобрицька, Будо-Бобрицька, Ганнопільська, Киянська, Неділищенська та Усолусівська сільські ради.
29 березня 2017 року в складі району було утворено Ємільчинську селищну територіальну громаду з адміністративним центром у смт Ємільчине, внаслідок чого 14 листопада 2017 року були ліквідовані Ємільчинська селищна та Андрієвицька, Березниківська, Великоглумчанська, Великояблунецька, Кочичинська, Кривотинська, Кулішівська, Малоглумчанська, Медведівська, Мокляківська, Осівська, Підлубівська, Сербівська, Сергіївська, Середівська, Симонівська, Степанівська і Тайківська сільські ради.
На час ліквідації району, відповідно до Постанови Верховної Ради України від 17 липня 2020 року, до його складу входили селищна та сільська громади, селищна та 9 сільських рад.